# Келти (филм)
Келти је српски играни филм редитељке Милице Томовић из 2021. године. Премијерно је приказан у оквиру програма "Панорама" на Берлинском филмском фестивалу 4. марта 2021 године.

## Радња
Београд 1993. година. Србија је у рату, људи пате због санкција и инфлације, али се сви труде да помогну колико могу.
Мајка Маријана држи породицу на окупу, док њен супруг живне само у присуству ћеркице Миње која му улепшава тмурну свакодневницу. Миња слави осми рођендан.
У дневној соби, Миња и њени школски другови се забављају обучени у костиме, док се за то време одрасли окупљају у кухињи. Пијано вече пуно дуванског дима, кокетирања и алкохола узима свој данак.

## Улоге
| Глумац            | Улога     |
| ----------------- | --------- |
| Дубравка Ковјанић | Маријана  |
| Стефан Трифуновић | отац      |
| Никола Ракочевић  | ујак      |
| Славен Дошло      | Неша      |
| Јована Гавриловић | Тања      |
| Милица Грујичић   | Анка      |
| Олга Одановић     | Савета    |
| Јелена Ђокић      | Цеца      |
| Нада Шаргин       | Зага      |
| Јован Белобрковић | стриц     |
| Ивана Вуковић     | учитељица |
| Дуња Радисављевић | Симонида  |

## Награде
Филм је проглашен за најбољи дугометражни играни филм на 50. Међународном филмском фестивалу „Молодист” у Кијеву.